# Jean Barbeyrac
Pour les articles homonymes, voir Barbeyrac.
 (avril 2013).
Si vous disposez d'ouvrages ou d'articles de référence ou si vous connaissez des sites web de qualité traitant du thème abordé ici, merci de compléter l'article en donnant les références utiles à sa vérifiabilité et en les liant à la section « Notes et références ».
Jean Barbeyrac, né à Béziers le 15 mars 1674 et mort le 3 mars 1744 à Groningue, est un juriste français, connu surtout pour ses traductions des ouvrages de Samuel von Pufendorf sur le droit naturel.

## Biographie
Issu d'une famille calviniste, neveu de Charles de Barbeyrac, il se réfugie en Suisse lors de la révocation de l'édit de Nantes. Après avoir passé quelque temps à Genève et à Francfort-sur-l'Oder, il est successivement professeur de belles-lettres à l'école française de Berlin, professeur d'histoire et de droit civil à l'Académie de Lausanne, dont il sera recteur entre 1714 et 1717, et professeur de droit public à Groningue.
Avec Jean-Jacques Burlamaqui et Emer de Vattel, il est l'un des représentants les plus illustres de l'École romande du droit naturel. Il a contribué à la formation du républicanisme moderne qui devint une source d'inspiration pour les révolutionnaires français et américains de la fin du XVIIIe siècle.

## Ouvrages

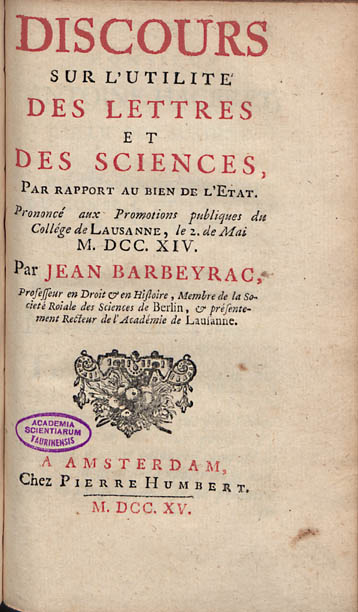
Discours sur l'utilité des lettres et des sciences, par rapport au bien de l'État, 1715

- Traité du jeu, où l'on examine les principales questions de droit naturel et de morale qui ont du rapport à cette matière, 2 volumes, Amsterdam, 1709 Texte en ligne 1 2 ; Seconde édition revue & augmentée, 3 volumes, Amsterdam, 1737.
- Discours sur l'utilité des lettres et des sciences par rapport au bien de l'État, prononcé aux promotions publiques du Collège de Lausanne, le 2 de mai 1714 (1715)
- Traité de la morale des Pères de l'Église, où, en défendant un article de la préface sur Puffendorf contre l'Apologie de la morale des Pères du P. Ceillier, on fait diverses réflexions sur plusieurs matières importantes (1728)
- Recueil de discours sur diverses matières importantes, traduits ou composez par Jean Barbeyrac, qui y a joint un éloge historique de feu Mr. Noodt (2 volumes, 1731) Texte en ligne 1 2
- Histoire des anciens traitez, ou Recueil historique et chronologique des traitez répandus dans les auteurs grecs et latins et autres monumens de l'antiquité, depuis les temps les plus reculez jusques à l'empereur Charlemagne (1739). Contenu dans le Supplément au corps universel diplomatique du droit des gens de Jean Rousset de Missy.
- Écrits de droit et de morale, présentés par Simone Goyard-Fabre, Paris 2, Centre de philosophie du droit, diffusion Librairie Duchemin, Paris, 1996.

Traductions
- Samuel von Pufendorf : Le Droit de la nature et des gens, ou Système général des principes les plus importans de la morale, de la jurisprudence et de la politique (2 volumes, 1706) Texte en ligne 1 2
- Samuel von Pufendorf : Les Devoirs de l'homme et du citoien, tels qu'ils lui sont prescrits par la loi naturelle (1707). Réédition : Presses universitaires de Caen, Caen, 2002. Texte en ligne 1 2
- Gerhard Noodt : Du Pouvoir des souverains et de la liberté de conscience (2 volumes, 1707)
- John Tillotson : Sermons sur diverses matières importantes (5 volumes, 1708-1716)
- Cornelius van Bynkershoek : Traité du juge compétent des ambassadeurs, tant pour le civil que pour le criminel (1723) Texte en ligne
- John Tillotson : Discours contre la transubstantiation (1726)
- Hugo Grotius : Le Droit de la guerre et de la paix (2 volumes, 1724) Texte en ligne 1 2
- Richard Cumberland : Traité philosophique des lois naturelles (1744). Réédition : Centre de philosophie politique et juridique de l'Université de Caen, Caen, 1989. Texte en ligne
- Jean-Jacques Burlamaqui : Élémens du droit naturel, par Burlamaqui, et devoirs de l'homme et du citoyen, tels qu'ils lui sont prescrits par la loi naturelle (1820)

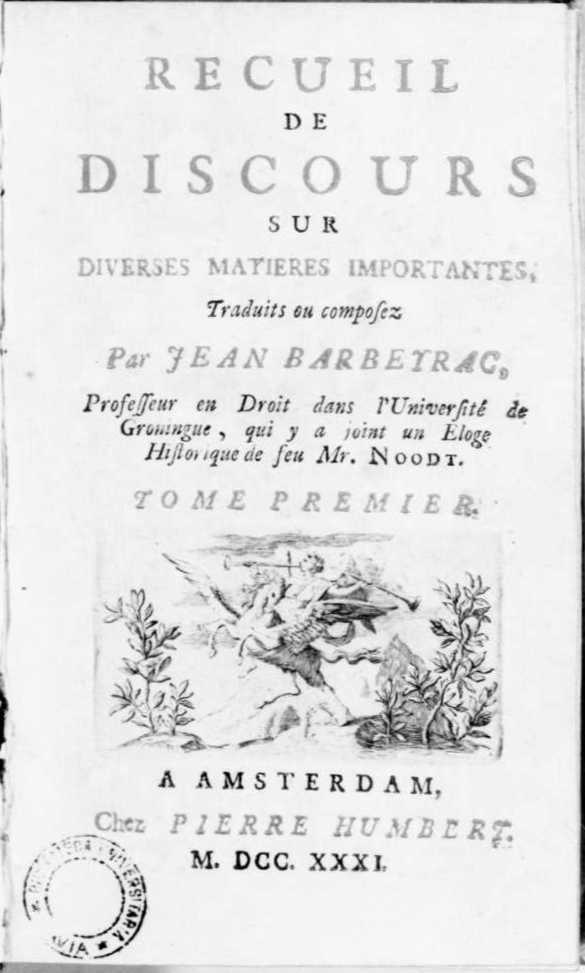
Recueil de discours sur diverses matieres importantes, 1731

### Sources
1. ↑  Projet "Lumières Lausanne", « Barbeyrac, Jean (1674 - 1744) » (consulté le 13 mars 2024)
2. ↑  Andreas R. Ziegler, Introduction au droit international public, Berne, Stämpfli, 2020, 347 p. (ISBN 978-3-7272-2613-7), p. 33